# Landschaftsschutzpark Stolpetal
Der polnische Landschaftsschutzpark Stolpetal (Park Krajobrazowy Dolina Słupi) befindet sich in der Woiwodschaft Pommern nördlich von Bytów (Bütow) und südlich von Słupsk (Stolp) entlang der unteren Słupia (Stolpe). 
Das Schutzgebiet wurde 1981 gegründet und umfasst eine Fläche von 37.040 Hektar. Der Sitz der Verwaltung befindet sich in Słupsk.

## Karten
- Eko-Kapio (Hrsg.): Park Krajobrazowy Dolina Słupi, Detaillierte Freizeitkarte, 1:50.000, 2000, ISBN 83-88201-11-5